# Left for Dead (Lustra)
Left for Dead è il quarto album del gruppo pop punk statunitense Lustra, pubblicato nel 2006. Scotty Doesn't Know è presente nella colonna sonora del film Eurotrip.

## Tracce
1. Porno Getaway – 2:01
2. Scotty Doesn't Know – 2:55
3. Standing at Your Grave – 4:31
4. Stay Awake – 2:49
5. Sometimes – 4:01
6. Sniffing Cigarettes – 3:02
7. Scrambled – 5:57
8. Coming in Stereo – 3:17
9. Mark Foo – 3:08
10. Roll – 3:05
11. Papillion – 3:43

## Formazione
- Jason Adams
- Chris Baird
- Nick Cloutman
- Bruce Fulford